# Henrik Dagård
Olof Henrik Dagård (ur. 7 sierpnia 1969 w Halmstad) – były szwedzki lekkoatleta, wieloboista.
Medalista mistrzostw Europy oraz halowych mistrzostw Europy i halowych mistrzostw globu. Uczestnik prestiżowego mityngu wielobojowego Hypo-Meeting w Götzis. Ustanawiał rekordy Szwecji w siedmio- i dziesięcioboju. Został wybrany najseksowniejszym mężczyzną w Szwecji w 1995 roku. Obecnie mieszka w Halmstad, gdzie pracuje jako trener.

## Kariera
Międzynarodową karierę zaczynał od zajęcia siódmego miejsca w mistrzostwach Europy juniorów (1987) oraz czwartej lokaty na światowym czempionacie juniorów (1988). W 1990 uplasował się na dziewiątym miejscu podczas mistrzostw Europy w Splicie, a dwa lata później był trzynasty na mistrzostwach świata. Największe sukcesy odnosił w latach 1994–1995, kiedy to zdobył srebrny medal halowego czempionatu Starego Kontynentu oraz był wicemistrzem Europy (1994), a w 1995 zdobył brązowy medal halowych mistrzostw świata. W Göteborgu w 1995 był szesnasty na mistrzostwach świata, w Budapeszcie w 1998 był piętnasty, a w 1999 zajął siódme miejsce podczas kolejnego światowego czempionatu. W swoim jedynym olimpijskim starcie – w 2000 w Sydney – zajął 10. miejsce. Medalista mistrzostw Szwecji w różnych konkurencjach: ma w dorobku dwa złote medale krajowego czempionatu w dziesięcioboju, trzy złote medale w siedmioboju a także medale w innych konkurencjach lekkotletycznych. 
Rekord życiowy w dziesięcioboju: 8403 pkt. (11 września 1994, Talence) – rezultat ten był aż do 2009 roku rekordem Szwecji, kiedy to pobity został przez Nicklasa Wiberga (8406 pkt). Dagård jest aktualnym rekordzistą kraju w siedmioboju (6142 pkt. w 1995).

## Osiągnięcia
| Rok  | Impreza                                | Miejsce         | Konkurencja   | Pozycja     | Wynik     |
| ---- | -------------------------------------- | --------------- | ------------- | ----------- | --------- |
| 1987 | Mistrzostwa Europy juniorów            | Birmingham      | dziesięciobój | 7. miejsce  | 7070 pkt. |
| 1988 | Mistrzostwa świata juniorów            | Greater Sudbury | dziesięciobój | 4. miejsce  | 7453 pkt. |
| 1990 | Mistrzostwa Europy                     | Split           | dziesięciobój | 9. miejsce  | 8052 pkt. |
| 1993 | Mistrzostwa świata                     | Stuttgart       | dziesięciobój | 13. miejsce | 7838 pkt. |
| 1994 | Halowe mistrzostwa Europy              | Paryż           | siedmiobój    | 2. miejsce  | 6119 pkt. |
| 1994 | Superliga pucharu Europy w wielobojach | Lyon            | dziesięciobój | 2. miejsce  | 8347 pkt. |
| 1994 | Mistrzostwa Europy                     | Helsinki        | dziesięciobój | 2. miejsce  | 8362 pkt. |
| 1995 | Halowe mistrzostwa świata              | Barcelona       | siedmiobój    | 3. miejsce  | 6142 pkt. |
| 1995 | Superliga pucharu Europy w wielobojach | Valladolid      | dziesięciobój | 3. miejsce  | 8114 pkt. |
| 1995 | Mistrzostwa świata                     | Göteborg        | dziesięciobój | 16. miejsce | 7899 pkt. |
| 1998 | Mistrzostwa Europy                     | Budapeszt       | dziesięciobój | 15. miejsce | 7930 pkt. |
| 1999 | Mistrzostwa świata                     | Sewilla         | dziesięciobój | 7. miejsce  | 8150 pkt. |
| 2000 | Igrzyska olimpijskie                   | Sydney          | dziesięciobój | 10. miejsce | 8178 pkt. |

## Rekordy życiowe
| Konkurencja                | Wynik     | Rok  |
| -------------------------- | --------- | ---- |
| Bieg na 100 m              | 10.46     | 1994 |
| Bieg na 400 m              | 46.71     | 1994 |
| Bieg na 1500 m             | 4:34,45   | 1990 |
| Bieg na 110 m przez płotki | 13.97     | 1994 |
| Skok wzwyż                 | 2.07      | 1989 |
| Skok o tyczce              | 5.10      | 2000 |
| Skok w dal                 | 7.48      | 1989 |
| Pchnięcie kulą             | 15.61     | 1994 |
| Rzut dyskiem               | 45.64     | 1994 |
| Rzut oszczepem             | 69.26     | 1993 |
| Dziesięciobój              | 8403 pkt. | 1994 |